# Bất tuân dân sự

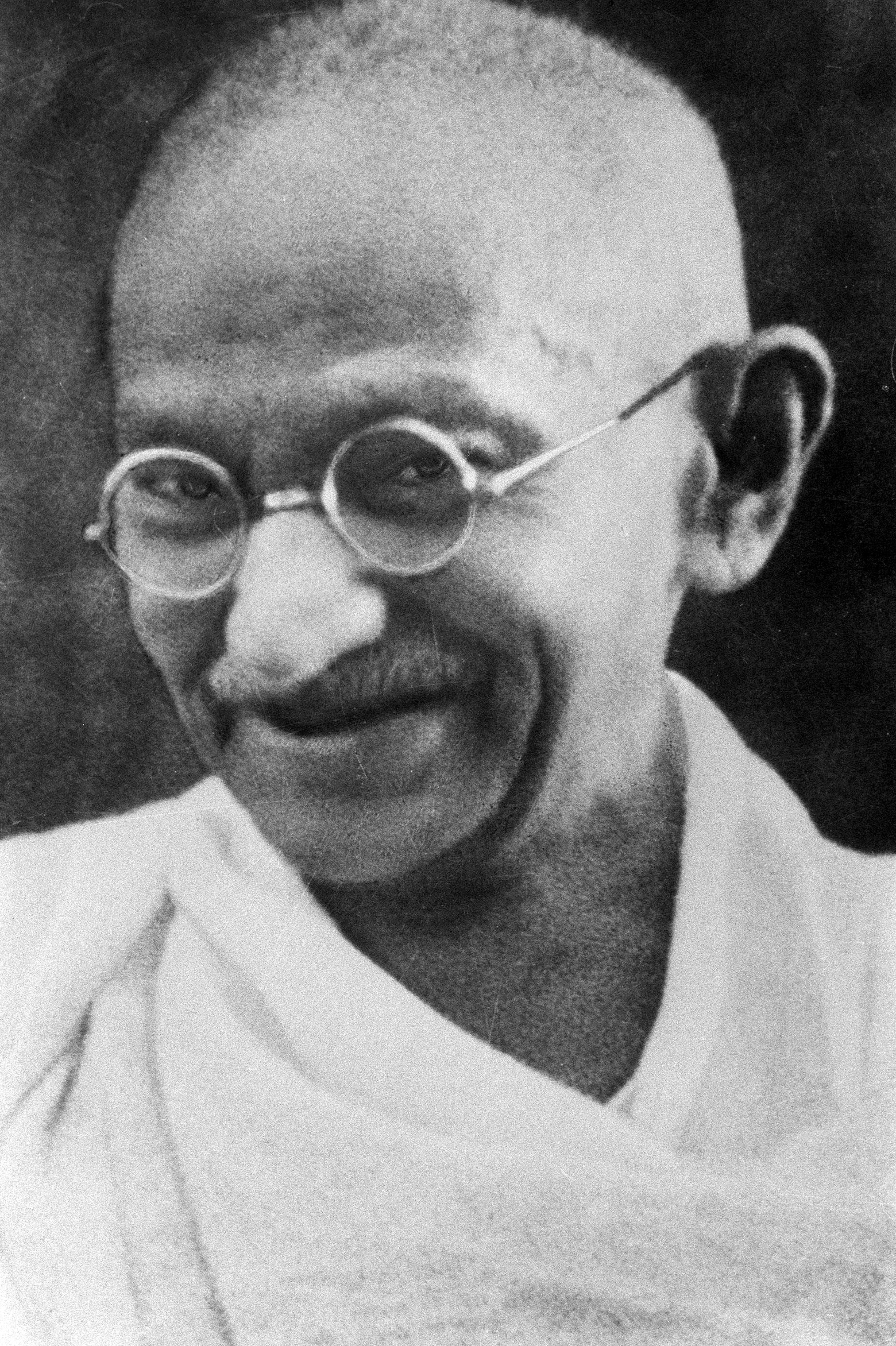
Mahatma Gandhi thực hành Bất tuân dân sự trong phong trào độc lập Ấn Độ.

Bất tuân dân sự là các hoạt động, công khai từ chối tuân theo một số luật lệ nhất định, yêu cầu và lệnh của chính phủ, hoặc của một quyền lực quốc tế chiếm đóng. Bất tuân dân sự là biểu tượng một sự vi phạm hoặc nghi thức hoặc tượng trưng luật pháp, chứ không phải là một phản đối toàn thể hệ thống. Bất tuân dân sự đôi khi, mặc dù không phải luôn luôn, được định nghĩa như là phản kháng bất bạo động.

## Tổng quan
Một trong những vụ bất tuân dân sự lớn sớm nhất được thực hành bởi người Ai Cập chống lại sự chiếm đóng của Anh trong cuộc cách mạng Ai Cập 1919. Bất tuân dân sự là một trong nhiều cách mà mọi người đã nổi dậy chống lại những gì họ cho là pháp luật không công bằng. Nó đã được sử dụng trong nhiều phong trào phản kháng bất bạo động tại Ấn Độ (chiến dịch của Gandhi để giành độc lập từ Đế quốc Anh), trong cuộc cách mạng Nhung ở Tiệp Khắc và ở Đông Đức để lật đổ chính phủ cộng sản của họ, Tại Nam Phi trong cuộc chiến chống phân biệt chủng tộc, trong Phong trào Dân quyền Mỹ, trong các cuộc cách mạng Ca hát để mang lại độc lập cho các nước Baltic từ Liên Xô, thời gian gần đây với Cách mạng Hoa hồng 2003 ở Georgia và cách mạng Cam 2004  ở Ukraine, trong số nhiều phong trào khác trên toàn thế giới.
Một trong những truyện bất tuân dân sự là truyện trong vở kịch Antigone của Sophocles, trong đó Antigone, một trong những người con gái của cựu đế vương của Thebes, Oedipus, bất chấp Creon, vua hiện tại của Thebes, người đang cố gắng ngăn cản cô chôn cất anh trai mình Polynices. Cô đưa ra một bài phát biểu đầy cảm xúc trong đó cô nói với nhà vua rằng cô phải tuân theo lương tâm mình hơn là luật lệ của con người. Cô không lo sợ đến cái chết, mà ông đe dọa cô (và cuối cùng đã thực hiện), nhưng chỉ sợ lương tâm của cô sẽ trừng phạt mình nếu cô không làm điều này.
Sau vụ thảm sát Peterloo năm 1819, nhà thơ Percy Shelley đã viết bài thơ chính trị The Mask of Anarchy sau đó cùng năm, bắt đầu với những hình ảnh của những gì ông nghĩ là các hình thức bất công của chính quyền của thời mình và sau đó hình dung ra những khuấy động của một hình thức mới hoạt động xã hội. Nó có lẽ là tuyên bố hiện đại đầu tiên của nguyên tắc một cuộc biểu tình bất bạo động. Một phiên bản được tiếp tục bởi nhà văn Henry David Thoreau trong bài luận của mình về bất tuân dân sự, và sau này của Gandhi trong học thuyết của ông về Satyagraha. Satyagraha của Gandhi đã bị ảnh hưởng một phần và lấy cảm hứng từ ý tưởng bất bạo động của Shelley trong phản đối và hành động chính trị. Đặc biệt, Gandhi sau này thường trích dẫn Masque of Anarchy của  Shelley tới quần chúng rộng lớn trong các chiến dịch đấu tranh cho một Ấn Độ tự do.